# Sinagoga de Nápoles
La sinagoga de Nápoles tiene sede en el palacio Sessa, en el barrio Chiaia, en vía Capilla Vieja 31 en Nápoles, Italia. Es una sinagoga ortodoxa.

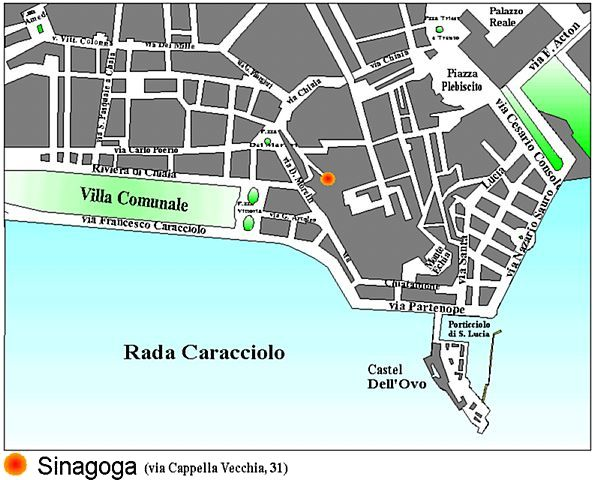
Localización de la sinagoga en Nápoles

Fue establecido en 1864 por el interés de Adolph Carl von Rothschild y Samuele Salomone Weil; una sinagoga anterior, fundada en 1153 y ubicada en la antigua judería de la Giudeca di San Marcellino, fue destruida tras la enésima expulsión de los judíos del Reino de Nápoles, que tuvo lugar en 1541, por parte de Carlos I de España. Regresaron a finales del siglo XIX, tras la unificación de Italia.
La actual sinagoga napolitana consta de dos salas rectangulares separadas por un arco. Al final, en la parte superior, está el Matroneus, porque las mujeres no pueden sentarse con los hombres.
En la entrada hay dos estatuas de mármol: una conmemora a Dario Ascarelli, el presidente de la comunidad que compró los edificios para la sinagoga en 1910, mientras que la otra conmemora la deportación de judíos napolitanos durante la Segunda Guerra Mundial .
La sala de conferencias fue reabierta después de los trabajos de restauración completados en 1992 con la contribución del Ministerio de Patrimonio Cultural .
En octubre de 2006 unos desconocidos dibujaron cuatro esvásticas en las paredes del edificio de la sinagoga, acompañadas de unas frases alabando a Hitler. Esta acción provocó una fuerte indignación de la comunidad judía y de las instituciones que condenaron la acción.

## Artículos relacionados
- Comunidad judía de Nápoles

## Otros proyectos
- Wikimedia Commons contiene imágenes u otros archivos de la sinagoga di Napoli

- Datos: Q3961377
- Multimedia: Synagogue (Naples) / Q3961377